# Département Morbihan
Das Département du Morbihan [mɔʀbiˈɑ̃] (Bretonisch Mor-Bihan [morˈbiˑãn]) ist das französische Département mit der Ordnungsnummer 56. Es liegt im Nordwesten des Landes in der Region Bretagne und ist nach dem Golf von Morbihan benannt, Mor-Bihan ist der bretonische Name des Golfs („kleines Meer“).

## Geographie
Morbihan liegt im Süden der Bretagne und grenzt im Westen an das Département Finistère, im Norden an das Département Côtes-d’Armor, im Nordosten an das Département Ille-et-Vilaine und im Südosten an das Département Loire-Atlantique der Region Pays de la Loire.
Der Golf von Morbihan wird durch die Halbinseln von Locmariaquer und Rhuys vom Atlantik getrennt.

## Geschichte
Das Morbihan war im Neolithikum Westeuropas einer der kulturellen Brennpunkte. Neben den anderen Regionen der Bretagne steht es für den Beginn der megalithischen Bauweisen in Europa. Hier entwickelten sich aus den Erdhügeln (Tumuli) die Steinhügel, was in Kombination mit den beim Aufrichten von gewaltigen Menhiren erworbenen Fähigkeiten bereits im 5. Jahrtausend v. Chr. zum Bau von Megalithanlagen führte.
Das Département wurde am 4. März 1790 aus einem Teil der Provinz Bretagne gebildet. Es gehört zum historischen Verbreitungsgebiet der bretonischen Sprache, die im westlichen Teil des Départements noch vorkommt.
Ab Mitte der 1850er Jahre befand sich die in Heimarbeit produzierende ländliche Textilproduktion im Niedergang. Armut mit Prostitution, Landstreicherei und Auswanderung war weit verbreitet. Etliche Großbauern konnten sich jedoch weiterhin Hausdiener und Gesinde leisten. Das Morbihan und das benachbarte Côtes-du-Nord allein kamen 1882 auf einen Anteil von 15 % aller in Frankreich beschäftigten Dienstboten.
Als Folge der Kämpfe im Zweiten Weltkrieg wurden im Département Morbihan rund 11.000 Gebäude zerstört. Nach der Befreiung starben im Morbihan viele Kollaborateure durch Selbstjustiz. Unter den wegen Kollaboration hingerichteten befanden sich 76 Frauen, 27 von ihnen wurden wegen sexuellen Beziehungen mit deutschen Soldaten und Offizieren, der sogenannten Horizontalen Kollaboration, hingerichtet.

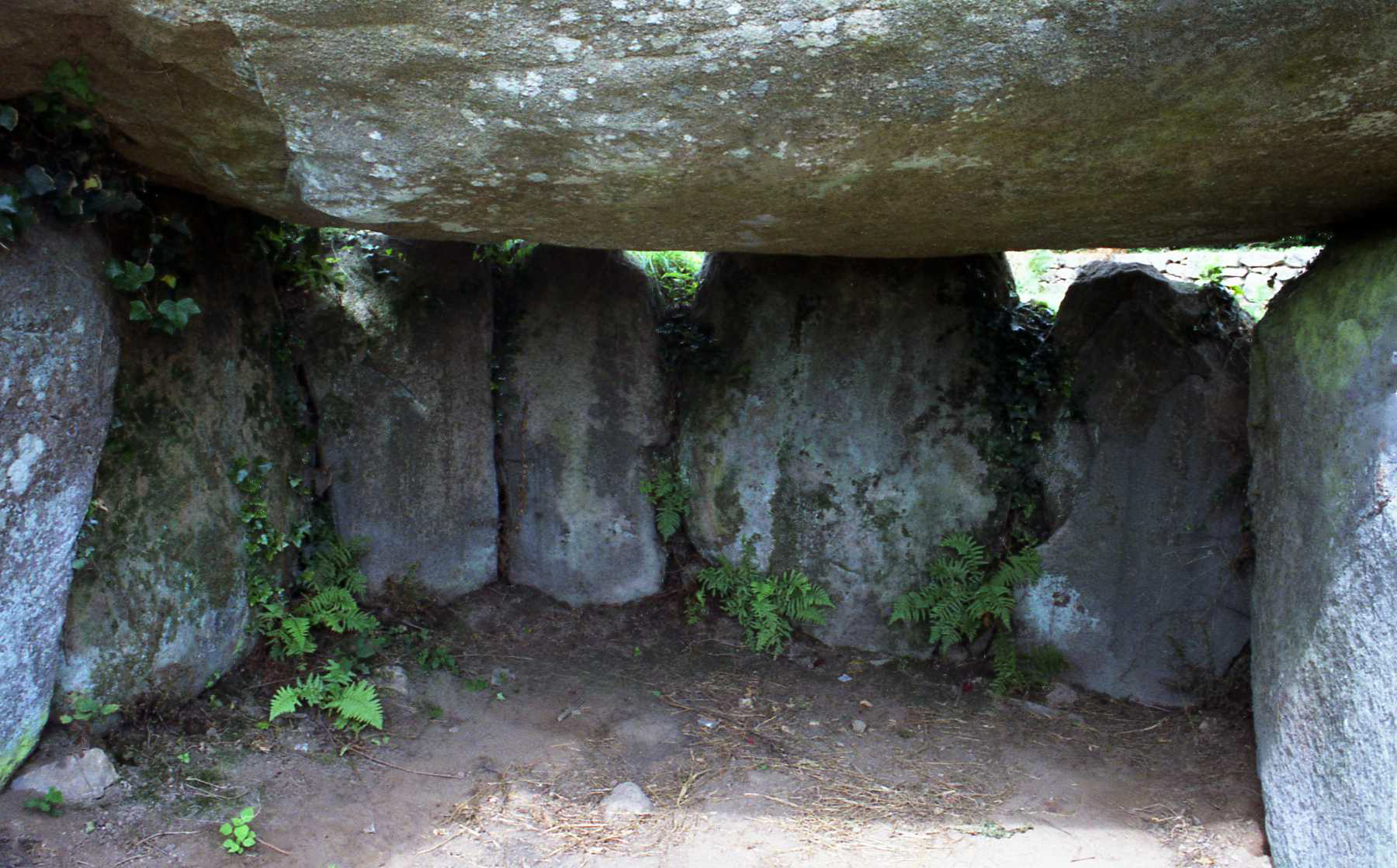
Der Dolmen von Runsto bei Carnac

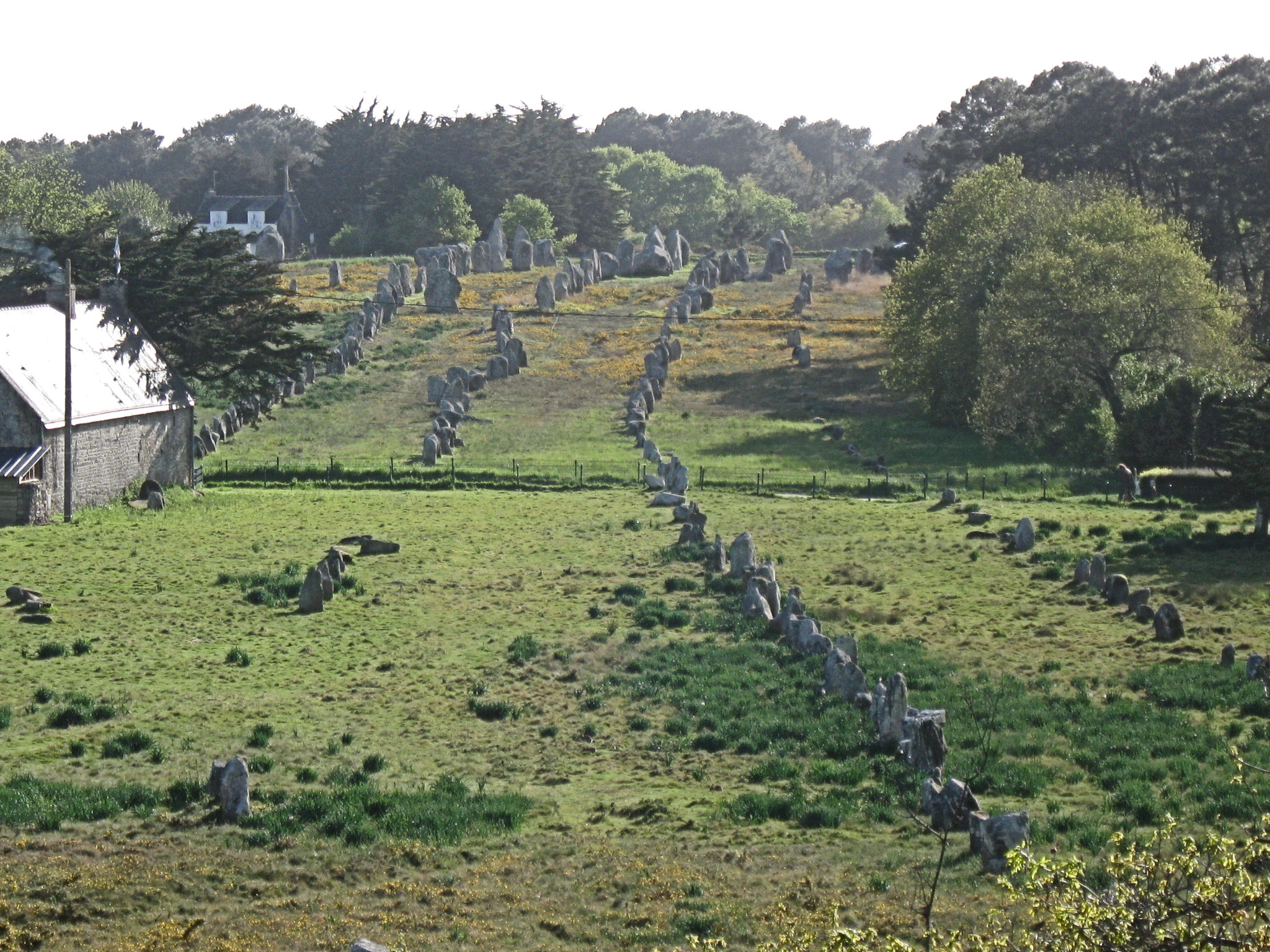
Steinsetzungen bei Carnac

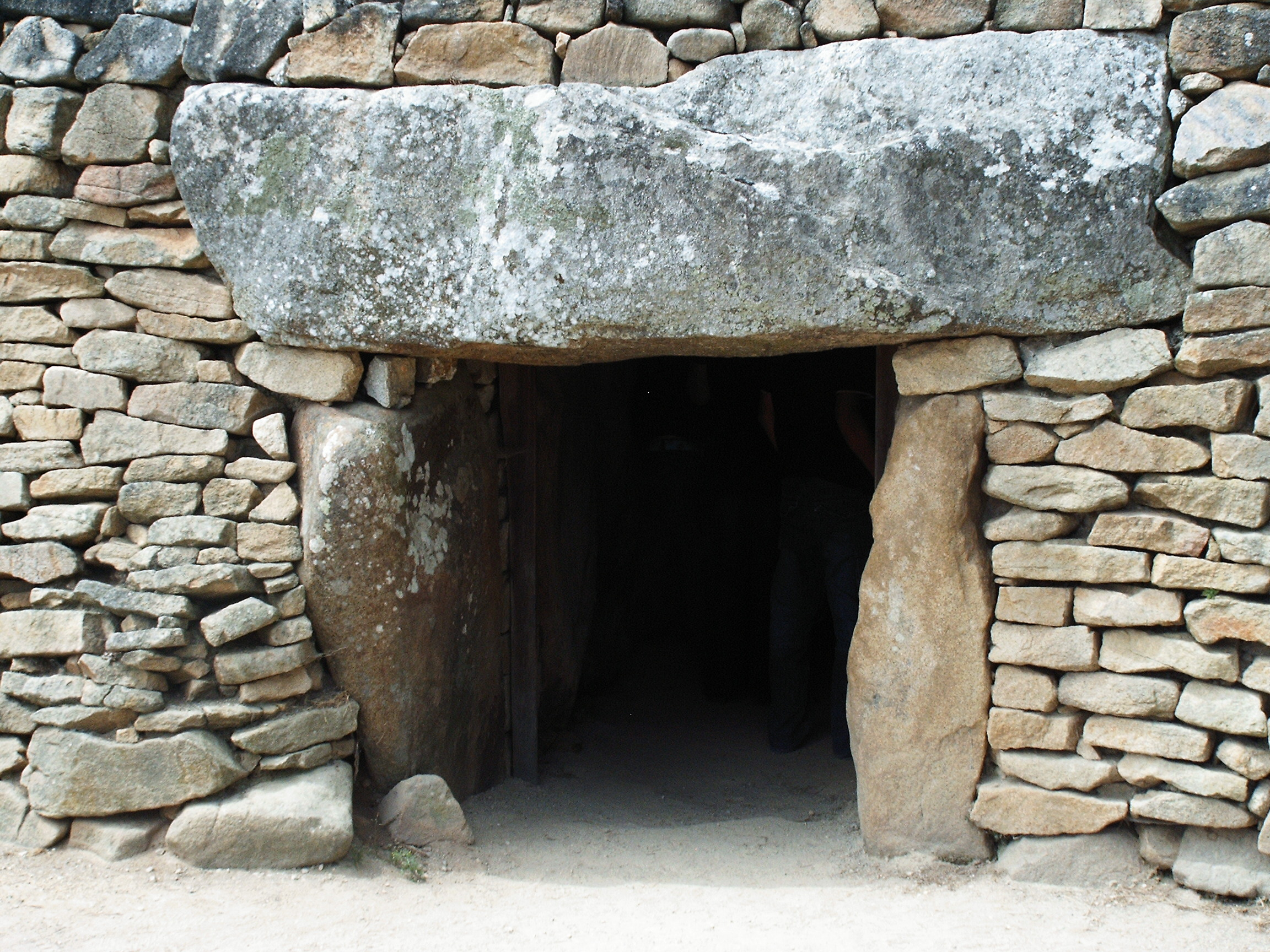
Eingang zum Table des Marchand

## Wappen
Beschreibung: In Hermelin und Blau mit Wellenschnitt geteilt.

## Städte

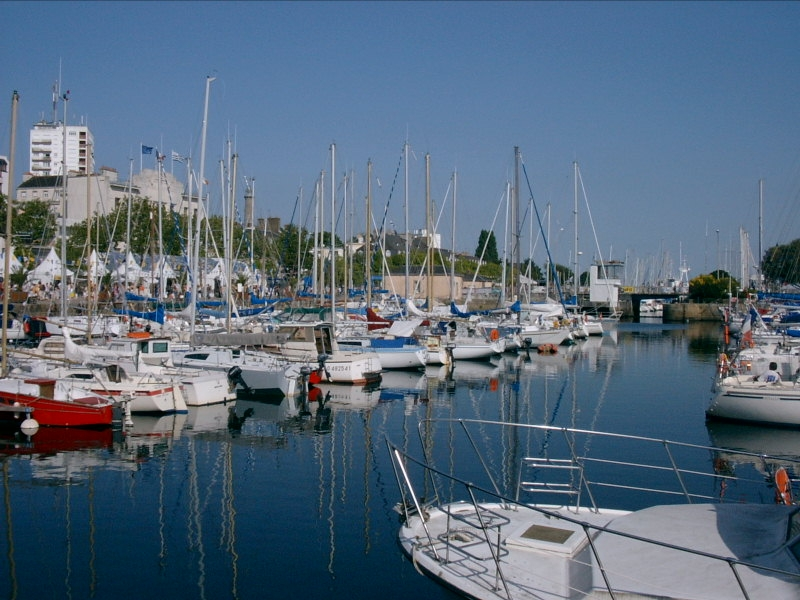
Yachthafen in Lorient

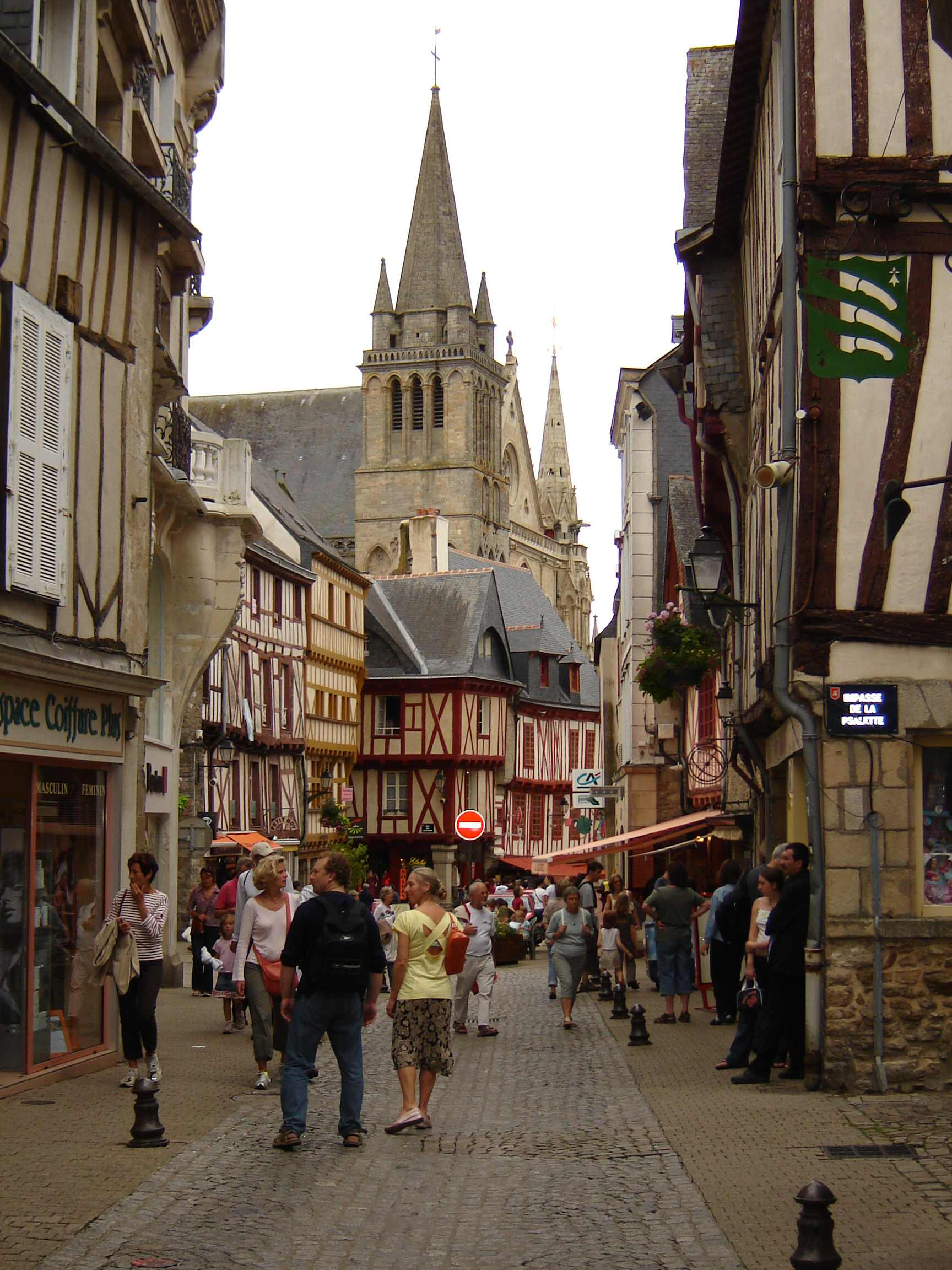
Altstadt von Vannes

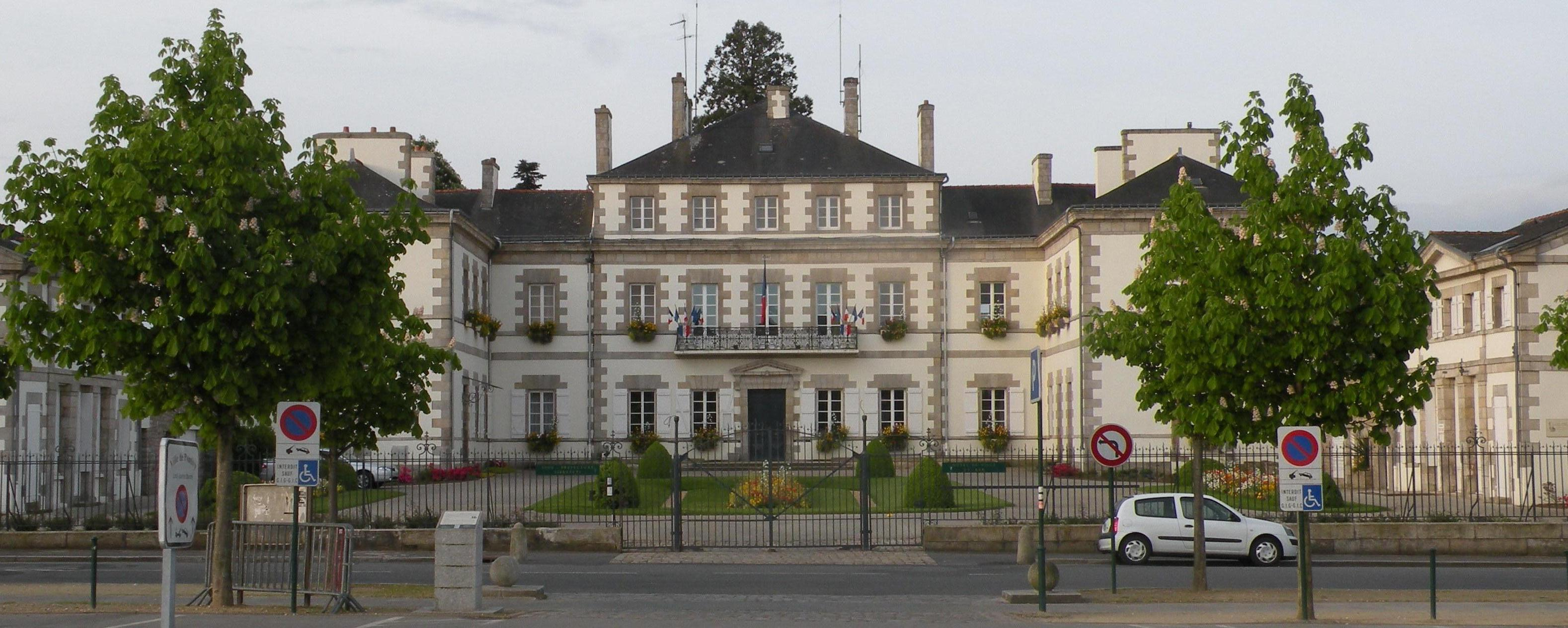
Rathaus in Pontivy

Die bevölkerungsreichsten Gemeinden des Départements Morbihan sind:
| Stadt     | Einwohner (2022) | Arrondissement |
| --------- | ---------------- | -------------- |
| Lorient   | 58.202           | Lorient        |
| Vannes    | 54.955           | Vannes         |
| Lanester  | 23.188           | Lorient        |
| Ploemeur  | 18.873           | Lorient        |
| Hennebont | 15.831           | Lorient        |
| Pontivy   | 14.547           | Pontivy        |
| Auray     | 14.417           | Lorient        |
| Guidel    | 12.236           | Lorient        |
| Saint-Avé | 12.173           | Vannes         |
| Ploërmel  | 10.021           | Vannes         |

Weitere bekannte Orte sind Carnac, Erdeven, Locmariaquer, Port-Louis, Quiberon und La Trinité-sur-Mer.

## Verwaltungsgliederung
Das Département Morbihan gliedert sich in 3 Arrondissements, 21 Kantone und 250 Gemeinden:
| Arrondissement       | Kantone | Gemeinden | Einwohner 1. Januar 2022 | Fläche km² | Dichte Einw./km² | Code INSEE |
| -------------------- | ------- | --------- | ------------------------ | ---------- | ---------------- | ---------- |
| Lorient              | 9       | 58        | 323.308                  | 1.461,78   | 221              | 561        |
| Pontivy              | 5       | 92        | 157.097                  | 2.944,64   | 53               | 562        |
| Vannes               | 9       | 99        | 295.698                  | 2.416,22   | 122              | 563        |
| Département Morbihan | 21      | 249       | 776.103                  | 6.822,64   | 114              | 56         |

Siehe auch:
- Liste der Gemeinden im Département Morbihan
- Liste der Kantone im Département Morbihan
- Liste der Gemeindeverbände im Département Morbihan

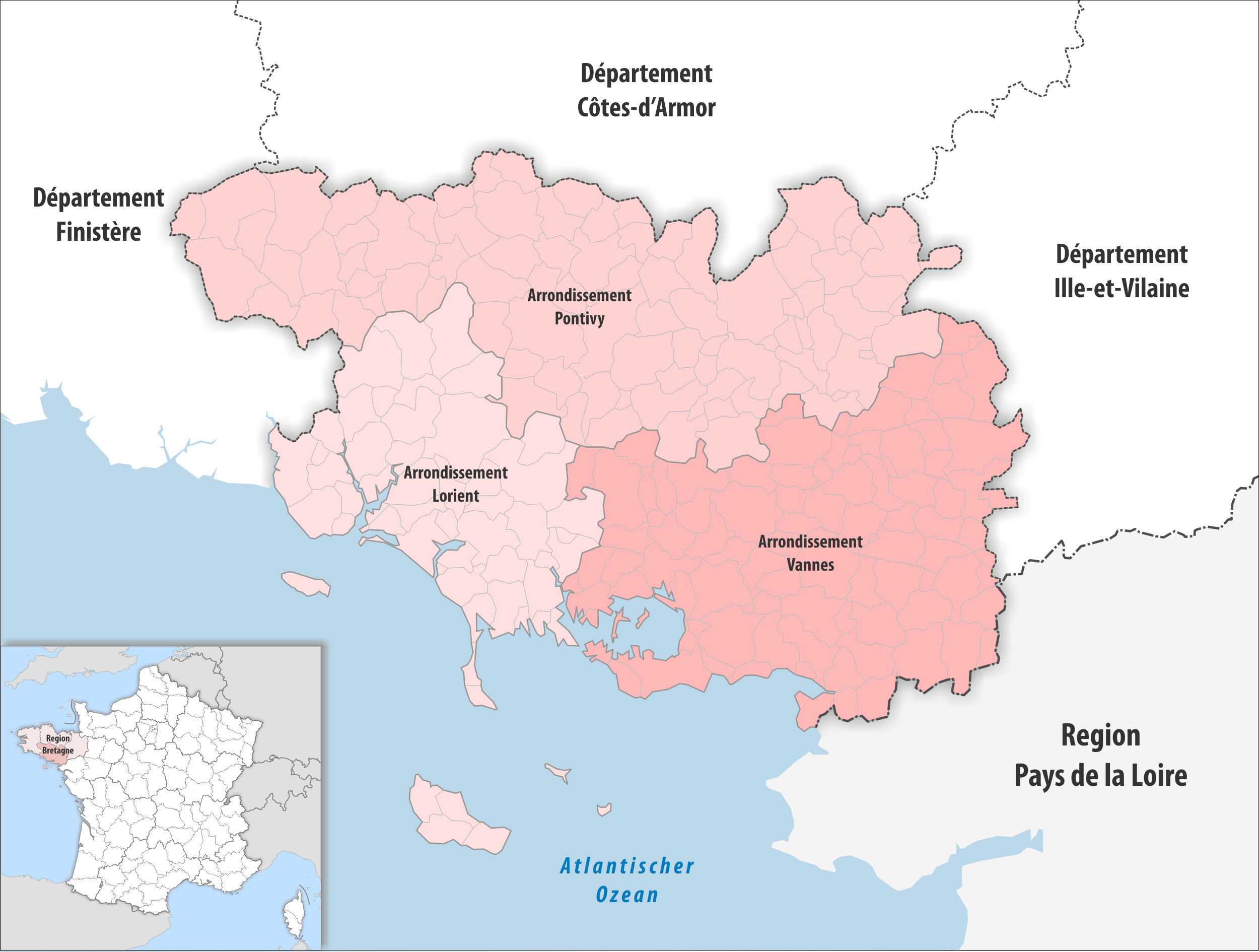
Gemeinden und Arrondissemente im Département Morbihan

## Verkehr
Wie in der Bretagne üblich, wird das Morbihan nicht von Autobahnen, sondern durch autobahnähnlich ausgebaute und mautfreie Schnellstraßen erschlossen. Hauptverkehrsadern sind die Ost-West-Verbindung N24 Rennes – Ploërmel – Lorient, die Küstenstrecke N165 Nantes – Vannes – Lorient – Quimper (– Brest) sowie die von der N24 abzweigende Nord-Süd-Querverbindung N166 Ploërmel – Vannes.

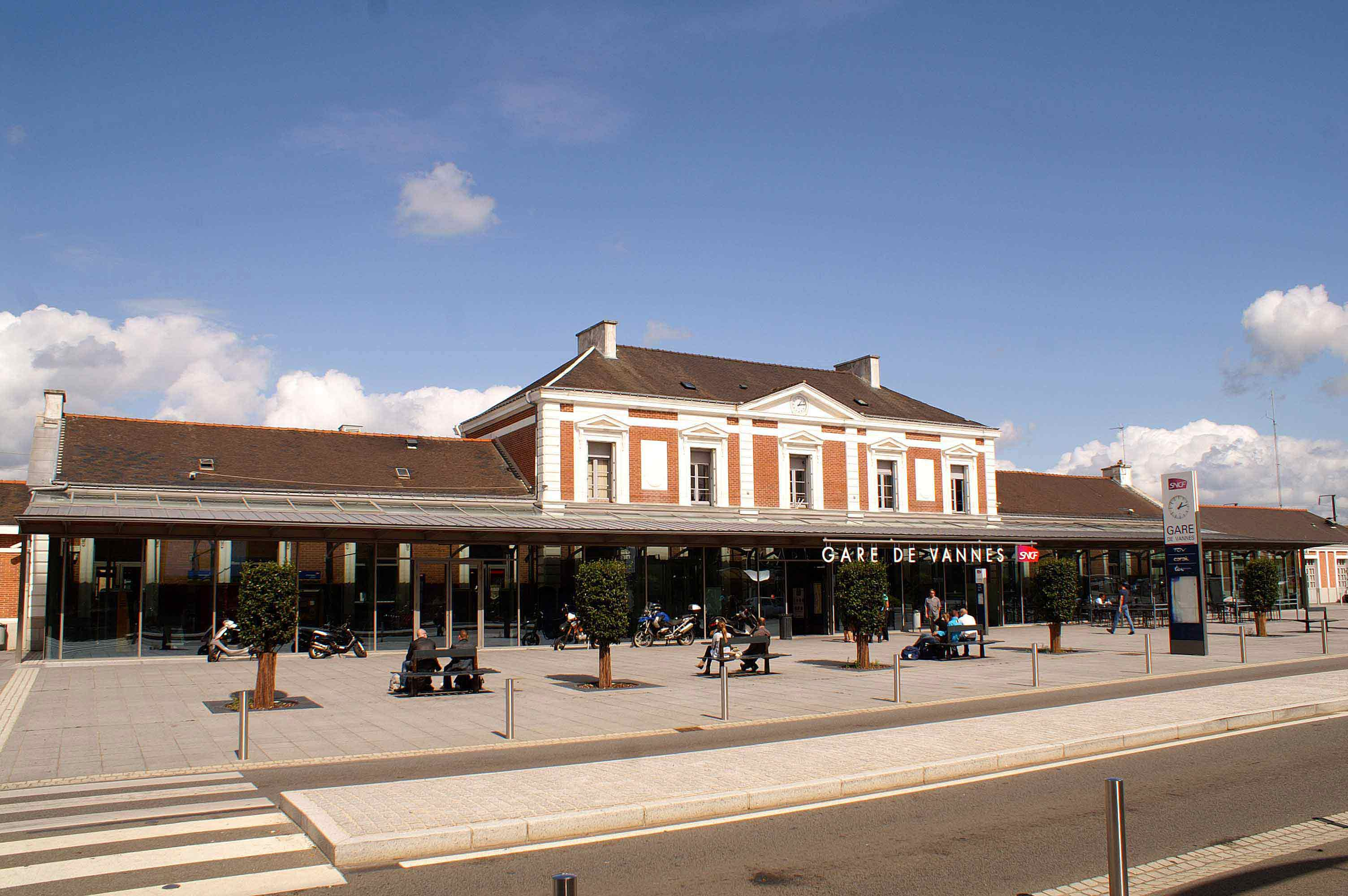
Bahnhof Vannes

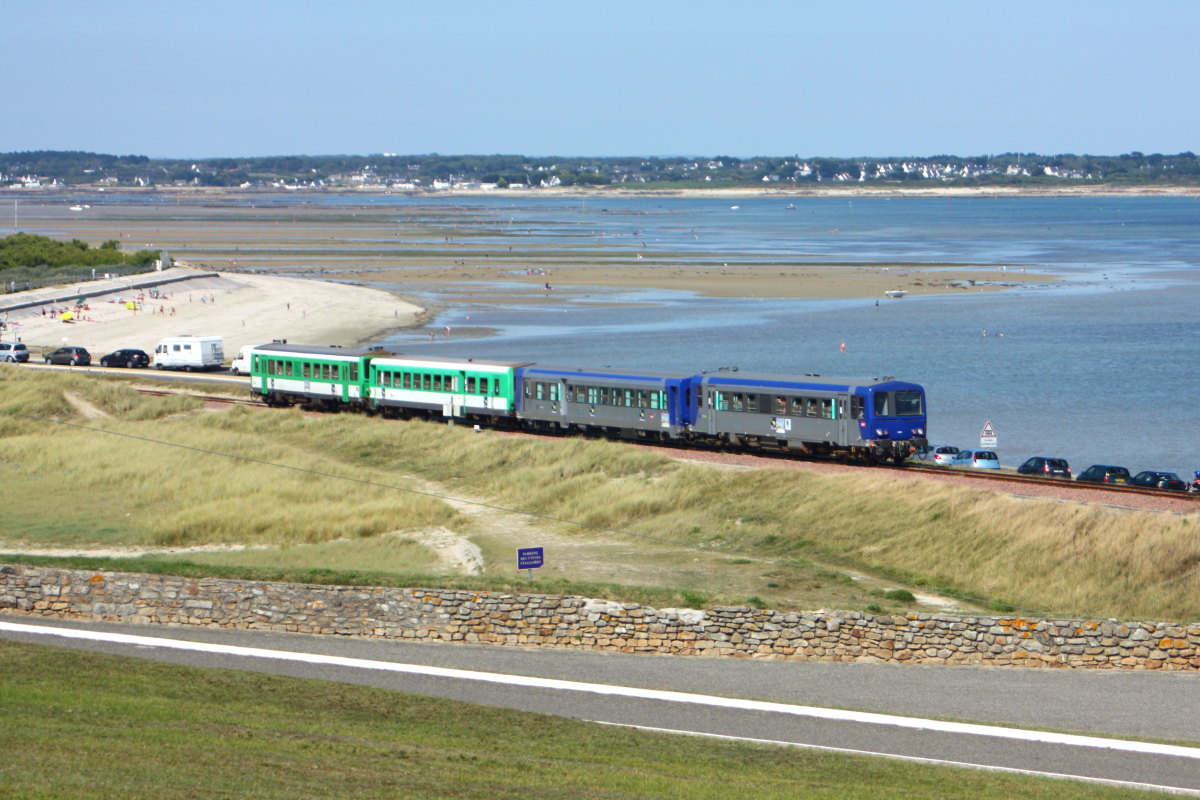
Saisonzug nach Quiberon

Haupteisenbahnverbindung ist die Bahnstrecke Savenay–Landerneau von Quimper über Lorient und Vannes, die sich im bereits im Département Ille-et-Vilaine befindlichen Redon nach Rennes und Nantes aufteilt. Über die Bahnhöfe Lorient, Auray und Vannes ist das Morbihan an das französische TGV-Netz angeschlossen (Strecke Quimper – Rennes – Paris). Auf der Hauptstrecke verkehren ebenfalls Intercités-Züge der Linie Quimper – Nantes – Bordeaux. Der regionale Schienenpersonenverkehr erfolgt durch die TER Bretagne, die den Verkehr auf der Hauptstrecke verdichtet, kleinere Haltepunkte bedient und einen Saisonverkehr von Auray auf die Halbinsel Quiberon (s. Bahnstrecke Auray–Quiberon) anbietet. Nur noch Güterverkehr herrscht auf der Bahnstrecke Auray–Pontivy und einem Abschnitt der Bahnstrecke Saint-Brieuc–Pontivy.
Das Réseau des Transports Interurbains du Morbihan (TIM) sorgt für den überörtlichen Busverkehr, größere örtliche Busnetze existieren in den Agglomerationen von Lorient (CTRL) und Vannes (TPV).
Einziger Verkehrsflughafen im Département ist Lorient Bretagne Sud. Weitere für das Département bedeutsame Flughäfen sind Rennes und Nantes Atlantique.
In der ersten Hälfte des 20. Jahrhunderts war das Gebiet des Département durch ein Netz von meist meterspurigen Schmalspurbahnen erschlossen, deren größter Teil von den Chemins de fer du Morbihan betrieben wurde, daneben gab es Überlandstraßenbahnen wie die Straßenbahn La Trinité–Étel und die Straßenbahn Lorient. Ploërmel war Ziel von drei normalspurigen Nebenstrecken, die inzwischen abgebaut sind.

## Klima
|                        | Jan | Feb | Mär | Apr | Mai | Jun | Jul  | Aug | Sep  | Okt  | Nov | Dez |   |      |
| Mittl. Temperatur (°C) | 7   | 7   | 8,5 | 10  | 13  | 16  | 17,5 | 18  | 16,5 | 13,5 | 10  | 8   | ⌀ | 12,1 |
| Mittl. Tagesmax. (°C)  | 9   | 9   | 11  | 13  | 16  | 19  | 21   | 21  | 19   | 16   | 12  | 10  | ⌀ | 14,7 |
| Mittl. Tagesmin. (°C)  | 5   | 5   | 6   | 7   | 10  | 13  | 14   | 15  | 14   | 11   | 8   | 6   | ⌀ | 9,5  |
|                        |     |     |     |     |     |     |      |     |      |      |     |     |   |      |
| Niederschlag (mm)      | 75  | 65  | 57  | 40  | 45  | 30  | 32   | 45  | 62   | 68   | 80  | 80  | Σ | 679  |
|                        |     |     |     |     |     |     |      |     |      |      |     |     |   |      |
| Regentage (d)          | 13  | 11  | 10  | 8   | 9   | 6   | 5    | 7   | 9    | 10   | 13  | 13  | Σ | 114  |
|                        |     |     |     |     |     |     |      |     |      |      |     |     |   |      |
| Wassertemperatur (°C)  | 9   | 9   | 10  | 12  | 13  | 16  | 18   | 19  | 18   | 16   | 14  | 11  | ⌀ | 13,8 |

| 5 |

| 5 |

| 6 |

| 7 |

| 10 |

| 13 |

| 14 |

| 15 |

| 14 |

| 11 |

| 8 |

| 6 |

| 5 |

| 5 |

| 6 |

| 7 |

| 10 |

| 13 |

| 14 |

| 15 |

| 14 |

| 11 |

| 8 |

| 6 |

| N i e d e r s c h l a g | 75  | 65  | 57  | 40  | 45  | 30  | 32  | 45  | 62  | 68  | 80  | 80  |
|                         | Jan | Feb | Mär | Apr | Mai | Jun | Jul | Aug | Sep | Okt | Nov | Dez |

Tage pro Jahr mit
- Regenfällen über 1 mm: 115
- Frost: 10
  - Erster Frost: Ende Dezember
  - Letzter Frost: Ende Februar
- Schnee: 1
- Gewitter: 4
- Hagel: 2

(Stand 1991)

## Sehenswürdigkeiten

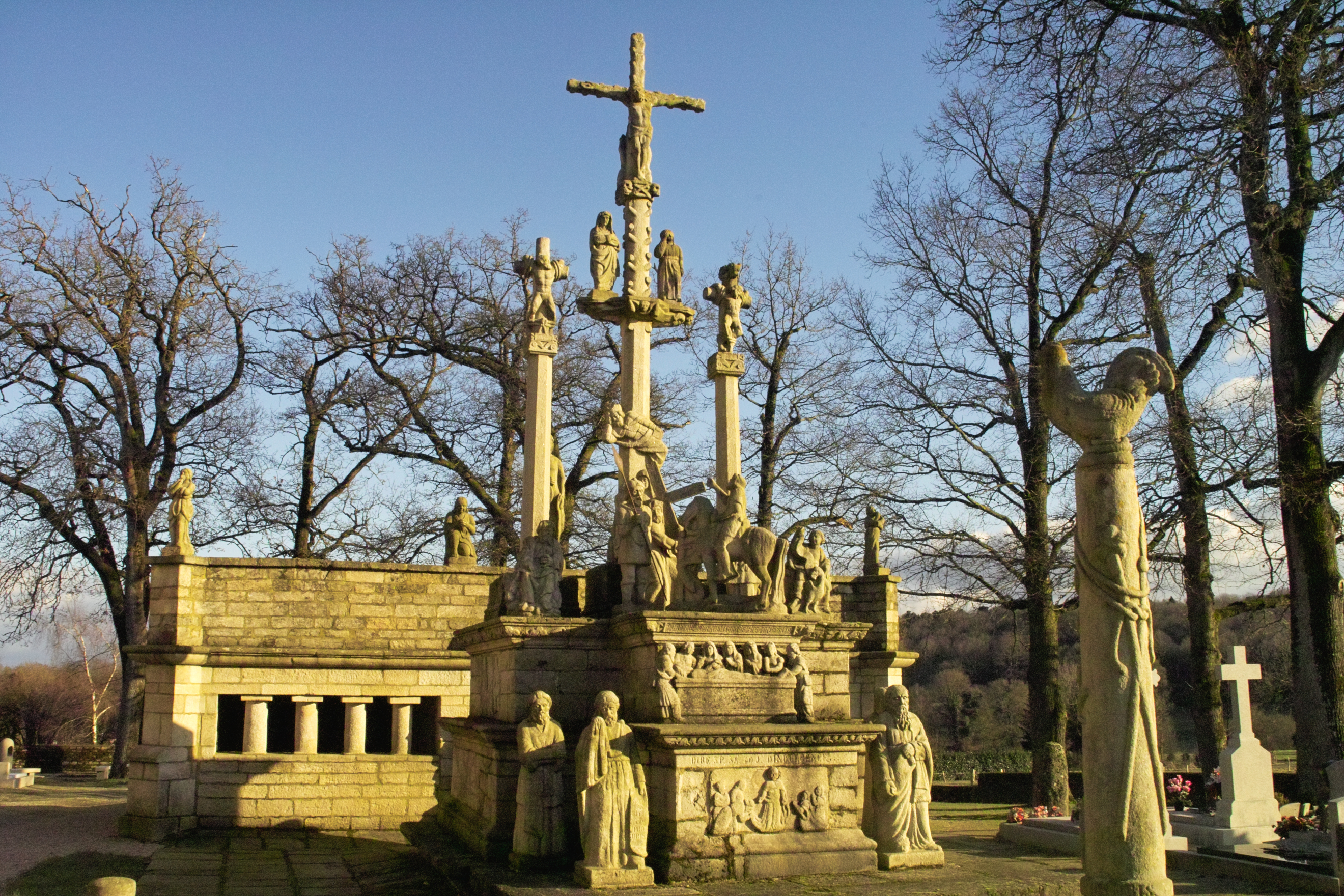
Kalvarienberg von Guéhenno

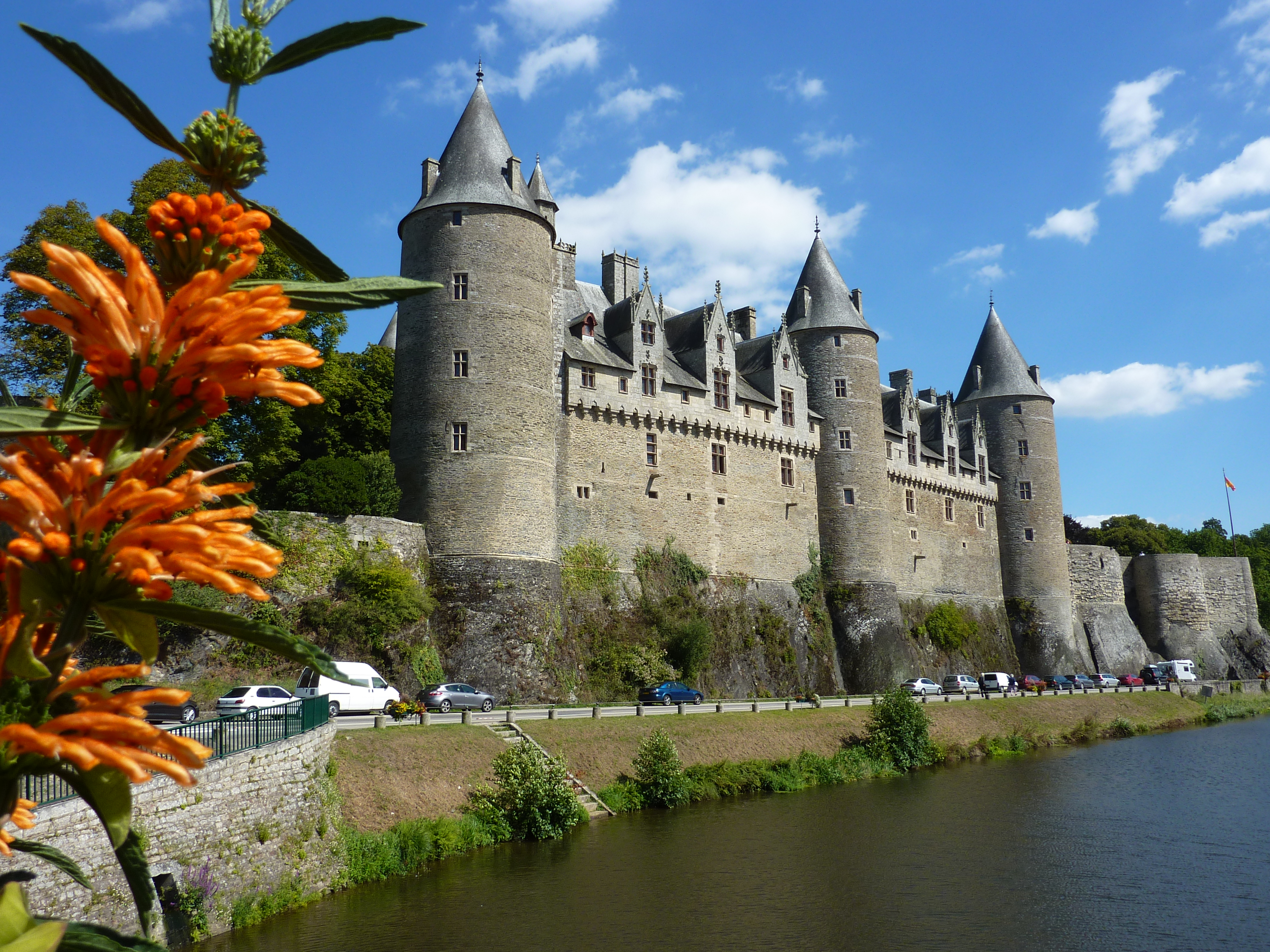
Schloss Josselin

- Carnac
- Gavrinis
- Kalvarienberg von Guéhenno
- Schloss Josselin
- Locmariaquer
- Table des marchands
- Tumulus St. Michel
- Landes de Lanvaux

## Partnerschaften
Das Département Morbihan unterhält seit 1969 eine Partnerschaft mit dem Rhein-Erft-Kreis.